# 湯陰県
湯陰県（とういん-けん）は中華人民共和国河南省安陽市に位置する県。

## 行政区画
- 鎮:城関鎮、菜園鎮、任固鎮、五陵鎮、宜溝鎮、白営鎮、伏道鎮、韓荘鎮、古賢鎮
- 郷:瓦崗郷